# Філідор-лісовик рудочеревий
Філідо́р-лісови́к рудочеревий (Automolus rufipileatus) — вид горобцеподібних птахів родини горнерових (Furnariidae). Мешкає в Амазонії та на Гвіанському нагір'ї.

## Опис
Довжина птаха становить 19,8 см, вага 34 г. Тім'я каштанове, верхня частина тіла рудувато-коричнева, надхвістя і хвіст рудувато-каштанові. Нижня частина тіла охриста, горло світле. Очі оранжеві, дзьоб чорнуватий.

## Підвиди
Виділяють два підвиди:
- A. r. consobrinus (Sclater, PL, 1870) — східна Колумбія (передгір'я Східного хребта Анд на південь від Арауки, рівнини на південь від Мети). південна Венесуела (передгір'я Анд на захід від Баринасу, також рівнини в Амасонасі і на північному заході Болівару), Гвіана, схід Еквадору і Перу, західна і північна Бразилія (на схід до річки Журуа) і північно-західна Болівія;
- A. r. rufipileatus (Pelzeln, 1859) — бразильська Амазонія на південь від Амазонки (від річки Пурус до північно-східного Мараньяну).

## Поширення і екологія
Рудочереві філідори-лісовики мешкають у Венесуелі, Колумбії, Еквадорі, Перу, Болівії, Бразилії, Гаяні, Французькій Гвіані і Суринамі. Вони живуть в підліску вологих рівнинних і заболочених тропічних лісів, в заростях бамбука або трави Gynerium, в галерейних лісах та на річкових островах. Зустрічаються на висоті до 1300 м над рівнем моря, переважно на висоті до 750 м над рівнем моря. Не приєднуються до змішаних зграй птахів. Живляться безхребетними, яких шукають серед опалого листя. Гніздяться в норах.